# السيد علي
السيد علي  قرية سوريّة تتبع إداريّاً لمحافظة حلب منطقة أعزاز ناحية مارع، بلغ تعداد سكانها 468 نسمة حسب التعداد السكاني لعام 2004.